# Nikolaj Storonskij
Nikolaj Nikolajevič Storonskij (rusky Николай Николаевич Сторонский; * 21. července 1984, Moskva) je britský podnikatel ruského původu.

## Život
Jeho otec Nikolaj Mironovič Storonskij je zástupce ředitele ruské akciové společnosti Gazprom. Získal diplom na Moskevském fyzikálně-technickém institutu a titul magistra ekonomie obdržel na Vysoké škole ekonomické v Moskvě. Po ukončení studia pracoval v bance Lehman Brothers. V roce 2015 založil Vlad Yatsenko a Nikolaj startup neobanku Revolut. V prosinci 2020 měl Revolut přes 12 000 000 uživatelů. Do pěti let chce mít služba více než 100 000 000 uživatelů.

### Válka na Ukrajině
Nikolaj a Vlad Yatsenko spolu odsoudili invazi ruských vojsk na Ukrajinu a zvěrstva války - je to poprvé, co Storonskij (miliardář podnikatel narozený v Rusku), jehož otec je Ukrajinec – objasnil svůj postoj ke konfliktu. 
V říjnu 2022 se vzdal ruského občanství.